# Adolphus William Ward
Sir Adolphus William Ward (* 2. Dezember 1837 in Hampstead; † 19. Juni 1924 in Cambridge) war ein britischer Historiker und Literaturhistoriker.

## Leben und Werk
Ward war der zweite Sohn des Diplomaten John Ward (1805–1890), der 1841 als Konsul nach Leipzig ging, wo Ward zuerst die Schule besuchte. Dort begann auch ein lebenslanges Interesse für Deutschland. Mit 16 Jahren wurde er auf die Edward VI School in Bury St Edmunds geschickt. Er studierte in ab 1855 am Peterhouse College der Universität Cambridge mit Bestnoten in den Klassik-Prüfungen der Tripos 1859. Er erhielt 1862 seinen M. A. und wurde Fellow des Peterhouse College. Daneben studierte er auch Jura am Inner Temple (ab 1860) und erhielt 1866 seine Anwaltszulassung (called to the bar), praktizierte aber nie. Er war kurze Zeit Lecturer am Peterhouse College und Assistent von Professor George Gilbert Ramsay (1839–1921) an der Universität Glasgow, bevor er 1866 Professor für Geschichte und Englische Literatur am Owens College in Manchester wurde, an dem er 1889 bis zu seinem Ruhestand 1897 Prinzipal war. Er zog danach nach London. 1898 hielt er die Ford Lectures an der Universität Oxford.
1900 berief ihn seien altes College in Cambridge (Peterhouse) zum Master und 1901 wurde er auch Vizekanzler der Universität Cambridge.
Er war an der Gründung der Victoria University 1880 in Manchester beteiligt (zu der das Owens College gehörte) und 1886 bis 1890 sowie 1894 bis 1896 war er deren Vizekanzler. 1897 wurde er Ehrenbürger von Manchester. Er war mehrfach Prüfer in den Tripos-Prüfungen für Geschichte (und Jura) in Cambridge und in Englisch und Geschichte an der Universität London.
Ward hatte einen sehr guten Ruf als Lehrer und begründete in Manchester eine Historikerschule.
Er schrieb eine englische Literaturgeschichte, die damals vor allem seinen Ruf begründete, und schrieb unter anderem über die Thronfolge der Hannoverschen Welfen in Großbritannien ab Georg I., eingefädelt durch dessen Mutter Sophie von der Pfalz, und eine Deutsche Geschichte. Er war ein Bewunderer der deutschen Historikerschule insbesondere von Leopold von Ranke und konzentrierte sich wie diese auf politische Geschichte von Staaten.
1913 wurde er als Knight Bachelor geadelt. 1899 bis 1901 war er Präsident der Royal Historical Society und 1911 bis 1913 der British Academy. 1913 war er Präsident des Internationalen Historikerkongresses in London. 1909 erhielt er von der Universität Leipzig den Ehrendoktortitel.
1901 bis 1912 war er leitender Herausgeber der The Cambridge Modern History in Zusammenarbeit mit George Walter Prothero und Stanley Leathes, nachdem der alte Herausgeber Lord Acton 1902 gestorben war. Er schrieb Kapitel über den Dreißigjährigen Krieg für die Cambridge Modern History. 1907 bis 1916 gab er die Cambridge History of English Literature mit Alfred Rayney Waller (1867–1922) heraus. Seit seiner Gründung 1886 steuerte er viele Buchbesprechungen zum English Historical Review bei. Außerdem war er viele Jahre Theaterkritiker des Manchester Guardian.
Er übersetzte die Geschichte Griechenlands von Ernst Curtius (History of Greece, 5 Bände, Scribner, 1868–1873).
Er war Ehrendoktor von Glasgow, Manchester, St. Andrews und Leipzig. 1911 erhielt er den Kronenorden.
1879 heiratete er seine Cousine Adelaide Laura Lancaster, deren Vater Schulrektor in Grittleton war. Seine Tochter Adelaide heiratete 1879 E. W. Barnes, später Bischof von Birmingham.
Er liegt auf dem Friedhof von Cherry Hinton in Cambridge. Seine umfangreiche Bibliothek speziell zu deutscher Geschichte hinterließ er dem Peterhouse College. Die Studenten-Bibliothek (Undergraduates) ist dort nach ihm benannt.

## Schriften
- The House of Austria in the Thirty Years’ War. Two Lectures, with Notes and Illustrations. Macmillan, London 1869; Textarchiv – Internet Archive.
- History of English Dramatic Literature to the Age of Queen Anne. 2 Bände. Macmillan, London 1875, Digitalisat Band 1, Digitalisat Band 2, (New and revised edition. Drei Bänden. Macmillan, London u. a. 1899, Digitalisat Band 1, Digitalisat Band 2, Digitalisat Band 3).
- Chaucer (= English Men of Letters.). Macmillan, London 1879; Textarchiv – Internet Archive.
- Dickens (= English Men of Letters.). Macmillan, London 1882; Textarchiv – Internet Archive.
- The Counter-Reformation. Longmans, Green and Company 1889; Textarchiv – Internet Archive.
- Sir Henry Wotton. A Biographical Sketch. A. Constable, Westminster 1898; Textarchiv – Internet Archive.
- Great Britain & Hanover. Some Aspects of the Personal Union (= The Ford Lectures delivered in the University of Oxford. 1899, ZDB-ID 420177-2). Clarendon Press, Oxford 1899; Textarchiv – Internet Archive. (in deutscher Sprache: Gross-Britannien und Hannover. Betrachtungen über die Personalunion. Vorlesungen, gehalten an der Universität zu Oxford. Übersetzt von Kaethe Woltereck. Hahn, Hannover u. a. 1906).
- The Electress Sophia and the Hanoverian Succession. Goupil, London u. a. 1903. 2. edition, revised and enlarged: Longmans, Green, & Co., London 1909; Textarchiv – Internet Archive.
- Leibniz as a Politician (= The Adamson Lecture. 1910, ZDB-ID 1114425-7 = Manchester University Lecture. Nr. 12, ZDB-ID 444742-6). Manchester University Press, Manchester 1911; Textarchiv – Internet Archive.
- Germany 1815–1890 (= Cambridge Historical Series. 8). 3 Bände. Cambridge University Press, Cambridge 1916–1918, (der dritte Band geht im Epilog bis 1907);
  - Band 1: 1815–1852. 1916; archive.org.
  - Band 2: 1852–1871. 1917; Textarchiv – Internet Archive.
  - Band 3: 1871–1890. 1918; Textarchiv – Internet Archive.
- Collected Papers. Historical, Literary, Travel and Miscellaneous. 5 Bände. Cambridge University Press, Cambridge 1921.
  - Band 1; Textarchiv – Internet Archive.
  - Band 2; Textarchiv – Internet Archive.
  - Band 3; Textarchiv – Internet Archive.
  - Band 4; Textarchiv – Internet Archive.
  - Band 5; Textarchiv – Internet Archive.
- als Herausgeber mit George P. Gooch: The Cambridge History of British Foreign Policy 1783–1919. Cambridge University Press, Cambridge 1922–1923, (mit Beiträgen von Ward zur Schleswig-Holstein-Frage, wobei er auf Aufzeichnungen seines Vaters zurückgreifen konnte, und zum griechischen Unabhängigkeitskampf, für das er früher Zeitzeugen in Athen befragt hatte);
  - Band 1: 1783–1815. 1922; Textarchiv – Internet Archive.
  - Band 2: 1815–1866. 1923; Textarchiv – Internet Archive.
  - Band 3: 1866–1919. 1923; Textarchiv – Internet Archive.

1905/06 gab er die Gedichte von George Crabbe heraus und 1869 die von Alexander Pope. Außerdem gab er Werke von Christopher Marlowe, Robert Greene und Thomas Heywood († 1641) heraus. Ward schrieb die Artikel Drama, Ben Jonson und über andere Dramatiker in der Encyclopedia Britannica (9. und 11. Auflage) und viele Artikel im Dictionary of National Biography.